# Partia Demokratyczna (Indonezja)
Partia Demokratyczna (indonez. Partai Demokrat) – indonezyjska partia polityczna o profilu centrowym. Przewodniczącym partii jest były prezydent Republiki Indonezji – Susilo Bambang Yudhoyono.
W wyborach do Ludowej Izby Reprezentantów z 2014 roku partia uzyskała 10,19% ważnie oddanych głosów, zdobywając w ten sposób 60 mandatów. W kolejnych wyobarch w 2019 roku PD zdobyła 7,77% głosów (54 mandaty).

## Poparcie w wyborach
| Wybory | Poparcie | Zmiana punktów procentowych | Mandaty | Zmiana |
| ------ | -------- | --------------------------- | ------- | ------ |
| 2004   | 7,45%    | -                           | 55      | -      |
| 2009   | 20,85%   | 13,4                        | 150     | 95     |
| 2014   | 10,19%   | 10,66                       | 61      | 87     |
| 2019   | 7,77%    | 2,42                        | 54      | 7      |